# 岩手県医師信用組合
岩手県医師信用組合（いわてけんいししんようくみあい）は、岩手県盛岡市に本店を置く信用組合。

## 概要
岩手県内の医師や医療機関を対象とし、岩手県全域を事業区域とした業域信用組合である。
店舗は盛岡市の本店のみである。

## 沿革
- 1971年（昭和46年）4月24日 - 設立。